# Eupithecia reikjavikaria
Eupithecia reikjavikaria är en fjärilsart som beskrevs av Otto Staudinger 1871. Eupithecia reikjavikaria ingår i släktet Eupithecia och familjen mätare. Inga underarter finns listade i Catalogue of Life.